# NGC 4434
NGC 4434 ist eine elliptische Zwerggalaxie vom Hubble-Typ E0 im Sternbild Jungfrau an der Ekliptik. Sie ist schätzungsweise 45 Millionen Lichtjahre von der Milchstraße entfernt und hat einen Durchmesser von etwa 30.000 Lj. Unter der Katalognummer VCC 1025 wird sie als Mitglied des Virgo-Galaxienhaufens gelistet.
Im selben Himmelsareal befinden sich u. a. die Galaxien NGC 4415, NGC 4416, NGC 4464, NGC 4465.
Das Objekt wurde am 28. Dezember 1785 von Wilhelm Herschel entdeckt.